# Неофит Браницки
Неофит е висш български духовник, титулярен епископ браницки на Българската православна църква, ректор на Цариградската българска духовна семинария.

## Биография
Роден със светското име Неофит Ангелов Николов през 1844 според дата на надгробна плоча или 1849 година според Борис Цацов в одринското българско село Корадже. Първоначално образование получава в родното си село. След това от 1859 до 1863 година учи в Одринското трикласно училище, а от 1863 до 1866 година и в Одринската гимназия. В 1866 година става послушник в Зографския манастир. В началото на 1869 г. е постриган в монашество с името Неофит, а през май същата година е ръкоположен и в йеродяконски чин от епископ Калиник Мосхонисийски. От септември 1869 година до 1971 година учи в гръцкото монашеско училище в Карея. В 1872 година епископ Калиник Мосхонисийски го ръкополага за йеромонах и от есента на същата година учи в Ризариевата духовна семинария в Атина, която завършва в 1877 година. От 1880 до 1883 година е представител на Зографския манастир в Карея. В 1883 година започва да учи в Богословския факултет на Атинския университет, който завършва в 1887 година, а от 1887 до 1888 година учи в Юридическия факултет в Атина.
Зографското братство го привиква и йеромонах Неофит прекъсва следването си и заминава за Света гора, където ръководи манастирските дела. През 1891 година йеромонах Неофит се установява в Цариград, където екзарх Йосиф I Български го назначава за директор на българското трикласно училище в Пера. От 1892 до 1893 година Неофит е председател на Българската църковна община в Битоля. От 11 август 1894 година е назначен за протосингел на Българската екзархия в Цариград, а на 15 август 1894 година по решение на Светия синод е възведен в архимандритско достойнство.
През 1899 година архимандрит Неофит за кратко се установява в Зографския манастир. От септември 1900 година е назначен за ректор на Цариградската духовна семинария, който пост заема до 1905 година. На 10 февруари 1902 година в катедралата (желязната църква) „Свети Стефан“ е ръкоположен в епископски сан с титлата „Браницки“. Заедно с ректорските си задължения от февруари 1902 година до смъртта си е предстоятел на храма „Свети Стефан“..
Почива 14 август 1908 година от болни бъбреци в Пловдив. Погребан е в двора на пловдивския катедрален храм „Успение Богородично“.